# Ksilofon
Ksílofón je glasbilo, ki proizvaja zvok z udarjanjem po lesenih ploščicah različnih dolžin. Spada med tolkala. V uporabi je v simfoničnih orkestrih, kot solistični inštrument in pa (kot prirejena, manjša različica) v Orffovih skupinah.